# CoRoT-16 b

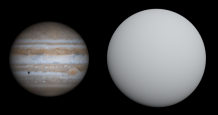
Comparaison de taille entre Jupiter et CoRoT-16 b.

CoRoT-16 b est une exoplanète en transit trouvée par le télescope spatial CoRoT en 2011,.
C'est une planète chaude de la taille de Jupiter, en orbite autour d'une étoile naine jaune de type spectral G5V, avec Te = 5 650 K, M = 1.098 M☉, R = 1.19 R☉, et une métallicité au-dessus du Soleil. Elle a un âge estimé entre 3,9 et 9,5 Gyr.